# NGC 1306
NGC 1306 je galaksija u zviježđu Kemijska peć.

## Vanjske poveznice
- SEDS: NGC 1306